# Norberto Centeno
Norberto Centeno (nacido el 17 de febrero de 1927, en Santo Tomé, Corrientes; desaparecido y muerto el 11 de julio de 1977, en Mar del Plata, Buenos Aires) fue un abogado laboralista y jurista argentino autor del anteproyecto que fue el antecedente principal del Régimen de Contrato de Trabajo. Fue secuestrado y asesinado por la dictadura militar autodenominada Proceso de Reorganización Nacional, como parte del operativo conocido como "la noche de las corbatas" 

## Vida
En la década del '40 y del '50 Centeno trabajó como inspector de Salubridad e Higiene en la Secretaría de Trabajo y Previsión.
Se recibió de escribano en la Universidad Nacional del Litoral (UNL) y de abogado en la Universidad Nacional de La Plata (UNLP) en 1956. 
La dictadura autodenominada Revolución Libertadora (Argentina) que derrocó al presidente Perón ordenó su encarcelamiento debido a su militancia peronista.
En 1960, durante la presidencia de Arturo Frondizi, fue detenido por el gobierno aplicando el Plan Conintes de movilización militar de la población, debido a su apoyo a las huelgas declaradas por los sindicatos. Volvió a ser detenido ilegalmente por las dictaduras militares en 1969 y 1976.
Se desempeñó como asesor legal de la Confederación General del Trabajo, de la Federación Sindicato Unido Petroleros del Estado (SUPE), Unión de Trabajadores Gastronómicos (UTGRA), Unión Obrera Metalúrgica (UOM), Sindicato Único de Trabajadores Edificios de Renta y Propiedad Horizontal de Mar del Plata, Unión Argentina de Artistas de Variedades (UADAV), Sindicato Trabajadores Industria de la Alimentación, Sindicato de Luz y Fuerza de Mar del Plata y Sindicato Camioneros y Obreros del Transporte. Colaboró también con la asesoría letrada de la Asociación Obrera Textil, del Sindicato de Trabajadores de la Industria del Hielo y de Mercados Particulares y Afines así como de la Federación Argentina de Trabajadores Rurales y Estibadores (FATRE).
En 1974 realizó un anteproyecto que fue el antecedente del Régimen de Contrato de Trabajo aprobada ese año por la ley 20744, y que constituye la ley laboral más importante de la historia argentina. Murió asesinado por el coronel Pedro Barda, desde el GADA (Grupo Artillería Antiárea) 601, con la colaboración de la CNU (Concentración Nacional Universitaria). En su homenaje existe un busto en su honor emplazado en el edificio central de la CGT.

## Obras
- Centeno, Norberto y otros (et al.) (1978). Ley de Contrato de Trabajo comentada. Buenos Aires: de Contabilidad Moderna. ISBN.

## La Noche de las corbatas
En los juicios por la verdad llevados adelante como respuesta a las leyes de Punto Final y Obediencia Debida que impidieron investigar hasta su anulación en 2003 la suerte corrida por las víctimas de la dictadura militar y sus responsables, María Eva Centeno, hija de Norberto Centeno, declaró:

Mi padre era especialista en Derecho del Trabajo, autor de dos libros sobre la materia, y numeroso material en revistas especializadas. Se desempeñaba como abogado del Sindicato de Choferes, Unión Gastronómica, Unión Obrera Metalúrgica y Asociación Obrera Textil, así como asesor de la C.G.T. regional Mar del Plata y Capital Federal. El día 7 de julio del año 1977, a la salida del estudio jurídico donde desarrollaba sus tareas mi padre, fue interceptado por un grupo de gente armada. De ello se tiene conocimiento posterior por versión de un testigo presencial. El 11 de julio del año 1977, aparece el cadáver de mi padre, dejándose constancia en el certificado de defunción que su muerte data del día 9 de julio, y dándose como causa del deceso "shock traumático hemorrágico". La desaparición de mi padre se produce en forma simultánea con la de otros profesionales, de los cuales uno solo recupera su libertad, el Dr. Carlos Bossi, quien es encontrado en el baúl del automóvil que mi padre conducía el día de su secuestro. En base al testimonio de la Sra. Marta García (Legajo N° 7290), llega a mi conocimiento que, en el momento de ser ella alojada en el centro de detención llamado "La Cueva," sitio en la Base Aérea de Mar del Plata, ubica a mi padre. El mismo había sido objeto de torturas y ella tiene un contacto directo con él, al humedecerle los labios, ya que se quejaba de terribles dolores. Con posterioridad en una segunda sesión de tortura, mi padre fallece, apareciendo su cadáver, tal como he manifestado, el día 11 de julio de 1977.

## Homenajes
Hoy en día, tanto la agrupación Abogados como Vos de Rosario, como la agrupación de estudiantes y trabajadores de derecho La Centeno en la Facultad de Derecho de la Universidad de Buenos Aires llevan su nombre. También llevan su nombre el Centro de Formación Profesional n.º 416 de la ciudad de Mar del Plata y el Centro de Estudios, Formación e Investigación de la Asociación Gremial de Empleados del Poder Judicial de la Provincia de Córdoba (AGEPJ). 